# Silene intricata
Silene intricata är en nejlikväxtart som beskrevs av George Edward Post. Silene intricata ingår i släktet glimmar, och familjen nejlikväxter. Inga underarter finns listade i Catalogue of Life.